# Hereafter – Das Leben danach
Hereafter – Das Leben danach ist ein US-amerikanischer Spielfilm von Clint Eastwood aus dem Jahr 2010. Er wurde am 12. September 2010 auf dem Toronto International Film Festival vorgestellt und kam am 27. Januar 2011 in Deutschland in die Kinos.

## Handlung
In Hereafter treffen drei Menschen aufeinander, die jeweils auf unterschiedliche Art mit dem Tod konfrontiert werden. Die drei Handlungsstränge der Protagonisten werden am Ende des Films miteinander verflochten.
Der in San Francisco lebende George Lonegan hat eine besondere Gabe: er kann mit toten Menschen kommunizieren, allerdings nur dann, wenn er einen Verwandten des jeweiligen Verstorbenen berührt. Sein älterer Bruder Billy hat diese Gabe früher vermarktet, George trat im Fernsehen auf, ein Buch wurde über ihn geschrieben und es existiert sogar eine Website über seine Tätigkeit als Medium. Nun arbeitet George für ein geringes Gehalt in einer Fabrik. Dort geht das Gerücht um, dass die Arbeitgeber circa ein Drittel der Angestellten entlassen wollen, und man bietet George das Gehalt für ein halbes Jahr als Abfindung an. Eines Tages sucht ihn ein älterer Grieche, ein Geschäftspartner seines Bruders, auf und bittet ihn um ein sogenanntes „Reading“. Bei dieser Prozedur berührt George seine „Kunden“ an den Händen, um mit den verstorbenen Verwandten zu reden. Der Grieche erfährt so wichtige Details über seine tote Ehefrau.
George beginnt, einen Kochkurs zu absolvieren. Bei diesen wöchentlichen Gruppentreffen lernt er eine junge Frau namens Melanie kennen, die eine Beziehung zu ihm aufbauen möchte. George ist zunächst jedoch etwas abweisend, weil er denkt, dass eine Beziehung mit einer Frau nicht funktionieren könne, da seine Gabe einer glücklichen Beziehung im Weg stehe. Eines Abends, nach einem weiteren Kochkurs-Treffen, nimmt er Melanie mit zu sich nach Hause, sie wollen zusammen kochen. Als George seinen Anrufbeantworter abhört, hört Melanie eine Nachricht von Billy, der George erklärt, dass er alles arrangiert habe, damit George wieder in sein „altes“ Geschäft zurückkehren kann. Melanie will wissen, was das für ein Geschäft sei, und er erzählt ihr daraufhin von seiner Gabe. Sie ist neugierig und will ein Reading mit George. Dieser willigt nach kurzem Widerwillen ein und beginnt mit der Prozedur. Als Melanie, die von ihrem Vater als Kind missbraucht wurde, erfährt, dass ihr Vater sich gerne entschuldigen würde für alles, was er ihr angetan hat, reagiert Melanie auf dieses Ergebnis sehr aufgelöst und verlässt weinend Georges Wohnung. Sie erscheint nicht mehr zu den Kochkurs-Treffen.
Die französische Journalistin Marie Lelay ist nur knapp ihrem Ende in der thailändischen Tsunami-Katastrophe entronnen und muss sich nun mit ihrer Sterblichkeit auseinandersetzen, um ihr Nahtod-Erlebnis zu bewältigen. Anstelle eines Buches über den französischen Präsidenten François Mitterrand schreibt sie Hereafter, das aber von ihrem Verlag abgelehnt wird. Ein amerikanischer Verlag jedoch bietet ihr die Veröffentlichung an und lädt Marie zu einer Buchmesse in London ein.
Der 12-jährige Brite Marcus hat seinen Zwillingsbruder Jason durch einen Autounfall verloren und leidet sehr darunter. Hinzu kommt, dass ihn seine Mutter Jackie verlässt, um sich in eine Entzugsklinik zu begeben, und Marcus kommt zu Pflegeeltern. Er versucht unbeirrt, Kontakt zu seinem Bruder aufzunehmen, indem er im Internet recherchiert und alle möglichen Medien aufsucht – ohne Erfolg.
Eines Tages, Billy will George zur Arbeit abholen, findet er einen Brief von ihm vor, in dem er ihm erklärt, dass er seine Gabe für einen Fluch hält und eine kleine Auszeit bräuchte. Er ist nach London geflogen und besucht dort eine Führung durch Charles Dickens’ Haus. Bei der Buchmesse hört er eine Lesung seines Lieblingsschriftstellers Charles Dickens, vorgetragen vom Schauspieler Derek Jacobi. Danach holt George sich ein von Jacobi signiertes Hörbuch. Als er weiter durch die Hallen der Messe schlendert, bemerkt er Marie, die gerade ihr Buch vorstellt. Er lässt sich von ihr ebenfalls ein signiertes Exemplar geben und spürt eine eigenartige Verbundenheit mit ihr. Kurz danach erkennt Marcus ihn und bittet ihn um ein Reading, das dieser jedoch ablehnt. Marcus verfolgt George bis zu seinem Hotel, und als er nicht eingelassen wird, bleibt er draußen in der Kälte stehen, bis es Nacht ist. George bekommt Mitleid mit ihm und bietet ihm nun doch ein Reading an. Nach der Prozedur erzählt George Marcus, wie sehr sein Bruder ihn vermisse, aber Marcus sei nun auf sich allein gestellt und müsse allein durchs Leben kommen. Marcus weint daraufhin, er will nicht, dass sein Bruder ihn vollkommen verlässt. George erklärt ihm, dass er nie ganz allein sein werde, sein Bruder würde immer bei ihm sein. Marcus, nun etwas fröhlicher, wird von George wieder zu seinen Pflegeeltern gebracht. Er verrät George zudem noch den Namen des Hotels, in dem sich Marie aufhält.
George begibt sich am nächsten Tag umgehend zu Maries Hotel und lässt ihr einen Brief zukommen, in dem er sie in ein Café einlädt. Als er sie sieht, wie sie sich suchend umschaut, hat er eine Vision, in der beide sich küssen und er frei von Blicken ins Jenseits ihre Hand halten kann. Er steht auf, geht auf sie zu und schüttelt ihre Hand – ohne dass, wie sonst, eine Vision eintritt.
Marcus besucht seine Mutter in der Entzugsklinik. Beiden geht es sichtlich besser als je zuvor.

## Hintergrund
Im Film werden die Terroranschläge am 7. Juli 2005 in London sowie der Tsunami infolge des Erdbeben im Indischen Ozean 2004 thematisiert.

## Deutsche Synchronfassung
Die deutsche Synchronbearbeitung entstand bei Film- & Fernseh-Synchron in München. Synchronregie führte Marina Köhler.
| Darsteller          | Deutscher Sprecher | Rolle                       |
| ------------------- | ------------------ | --------------------------- |
| Matt Damon          | Simon Jäger        | George Lonegan              |
| John Nielsen        | Claus Brockmeyer   | Aufseher                    |
| Jay Mohr            | Christian Weygand  | Billy Lonegan               |
| Jenifer Lewis       | Sandra Schwittau   | Candace                     |
| Richard Kind        | Thomas Rauscher    | Christos Andreou            |
| Mathew Baynton      | Alex Turrek        | College-Rezeptionist        |
| Derek Jacobi        | Michael Brennicke  | Derek Jacobi                |
| Marthe Keller       | Viktoria Brams     | Dr. Rousseau                |
| Selina Cadell       | Uschi Wolff        | Ellen Joyce                 |
| Lyndsey Marshal     | Elisabeth von Koch | Jackie                      |
| Steve Schirripa     | Hartmut Neugebauer | Kochlehrer Carlo            |
| Tom Price           | Ulrich Frank       | Kondensatormikrophon-Medium |
| Frankie McLaren     | Marco Roda         | Marcus / Jason              |
| George McLaren      | Marco Roda         | Marcus / Jason              |
| Bryce Dallas Howard | Claudia Jacobacci  | Melanie                     |
| Celia Shuman        | Marina Köhler      | Nachbarin                   |
| Niamh Cusack        | Ulla Wagener       | Pflegemutter Angela         |
| George Costigan     | Tobias Lelle       | Pflegevater Dennis          |
| Chloe Bale          | Ilena Gwisdalla    | Rezeptionistin              |
| Rebekah Staton      | Sonja Reichelt     | Sozialarbeiterin Clare      |
| Meg Wynn Owen       | Angelika Bender    | Spiegel-Spiritistin         |
| Joanna Croll        | Petra Einhoff      | Touristenführerin           |
| Calum Grant         | Thomas Wenke       | Werftarbeiter               |

Marco Roda synchronisierte die Rollen der Zwillinge, die von Frankie McLaren und George McLaren gespielt wurden.
In der deutschen Synchronfassung sind Szenen mit Cécile de France in französischer Sprache mit deutschen Untertiteln enthalten.

## Kritiken
„Er filmt den Tod mit einer Leichtigkeit, einer Nonchalance, wie sonst nur Cocteau.“

„[Die] ersten Minuten sind zugleich die dramatischsten und haben nicht viel mit dem übrigen Film gemein. Dort irritiert die Abwesenheit jeglicher Dramatik innerhalb der drei Geschichten, war diese doch selbst in Eastwoods schwächeren Filmen stets spürbar. Die wenig inspirierte Inszenierung sowie die gehemmt wirkenden Darsteller können dem schon schwachen Drehbuch kaum entgegenwirken.“

„So war die Ernsthaftigkeit, seine vollkommene No-Nonsense-Annäherung an ein Thema, das so voller Falltüren ins Unsägliche ist, erwartbar, ebenso, dass diese Falltüren bei Eastwood sicher verschlossen bleiben. Er hat ja schon aus anderen Stoffen, die tief im Sentimentalen, also in falschen Gefühlen und falschem Bewusstsein und jeder Menge Klischees hätten versumpfen können, kleinere oder auch größere Meisterwerke gemacht, The Bridges of Madison County etwa oder Million Dollar Baby. Und so ist auch die Frage, die sich jeder stellt, der die Erfahrung des Todes eines Nächsten in den Knochen hat – die Frage, was bleibt, wo die Erinnerung und der Schmerz ihren Ort haben und ob dieser Ort in dieser Welt oder halb schon jenseits ihrer Grenzen liegt –, bei Eastwood in besten Händen.“

## Auszeichnungen
Hereafter wurde bei der Oscarverleihung 2011 in der Kategorie Beste visuelle Effekte nominiert.